# Eva de Goede
Eva Roma Maria de Goede (Zeist, 23 de marzo de 1989) es una jugadora de hockey sobre césped neerlandesa. Desde el año 2008 hasta 2020 ha conseguido un total de cuatro medallas olímpicas, tres de ellas de oro.

## Trayectoria
de Goede debutó con la selección de Países Bajos en 2006. Obtuvo la medalla de oro en los Juegos Olimpicos de Pekín 2008, Londres 2012 y Tokio 2020; además de la medalla de plata en Río 2016. Fue campeona del mundo en La Haya 2014, Londres 2018, Terrasa y Amstelveen 2022; y subcampeona en Rosario 2010. Eva ganó el Champions Trophy en 2007, 2011 y 2018; fue subcampeona en 2010 y 2016; y obtuvo el tercer lugar en las ediciones de 2006, 2008, 2009, 2012 y 2014.
de Goede fue elegida mejor jugadora del mundo en 2018 y en 2019.

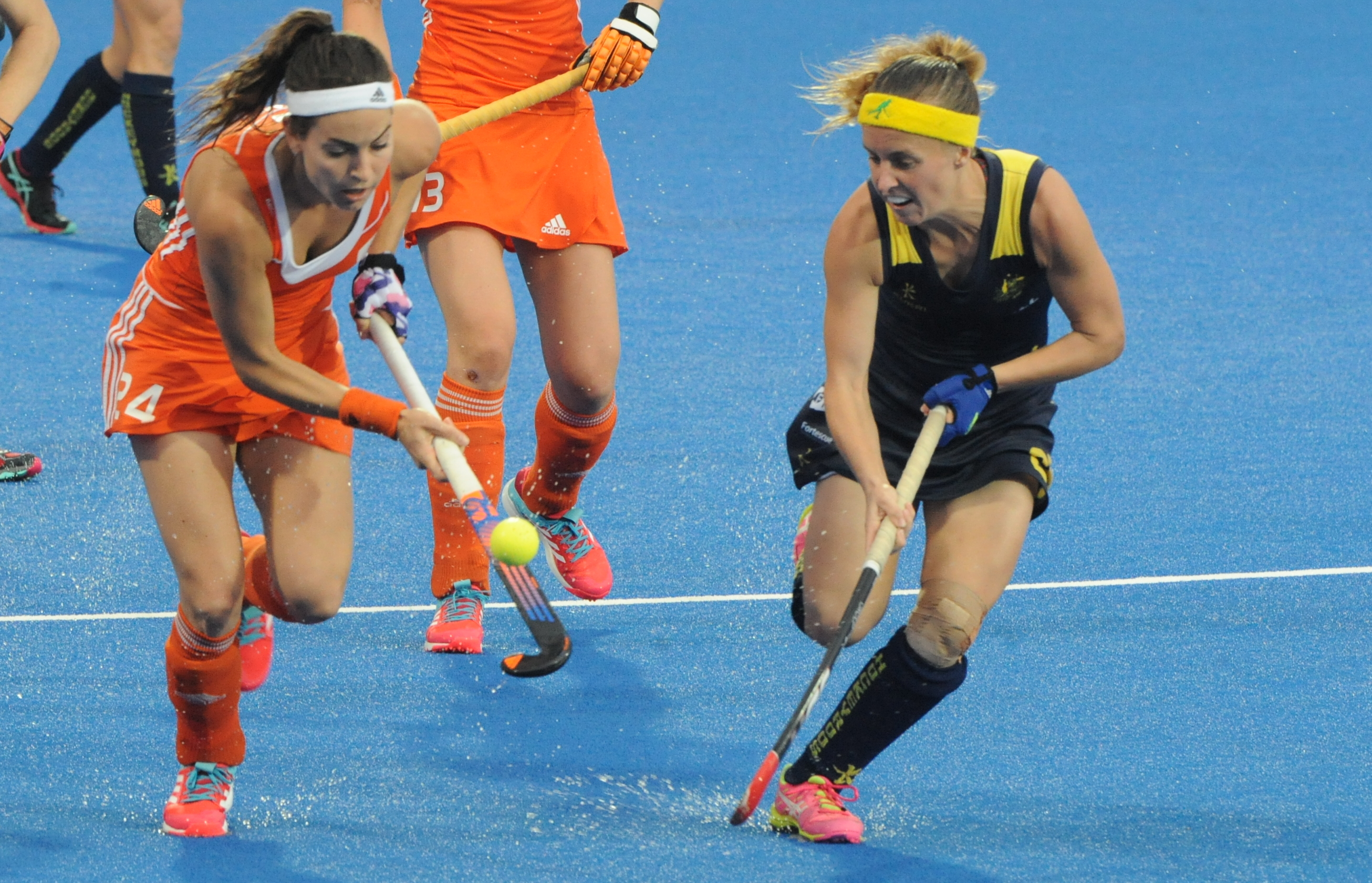
Eva de Goede en un partido contra Australia en 2016.

## Palmarés

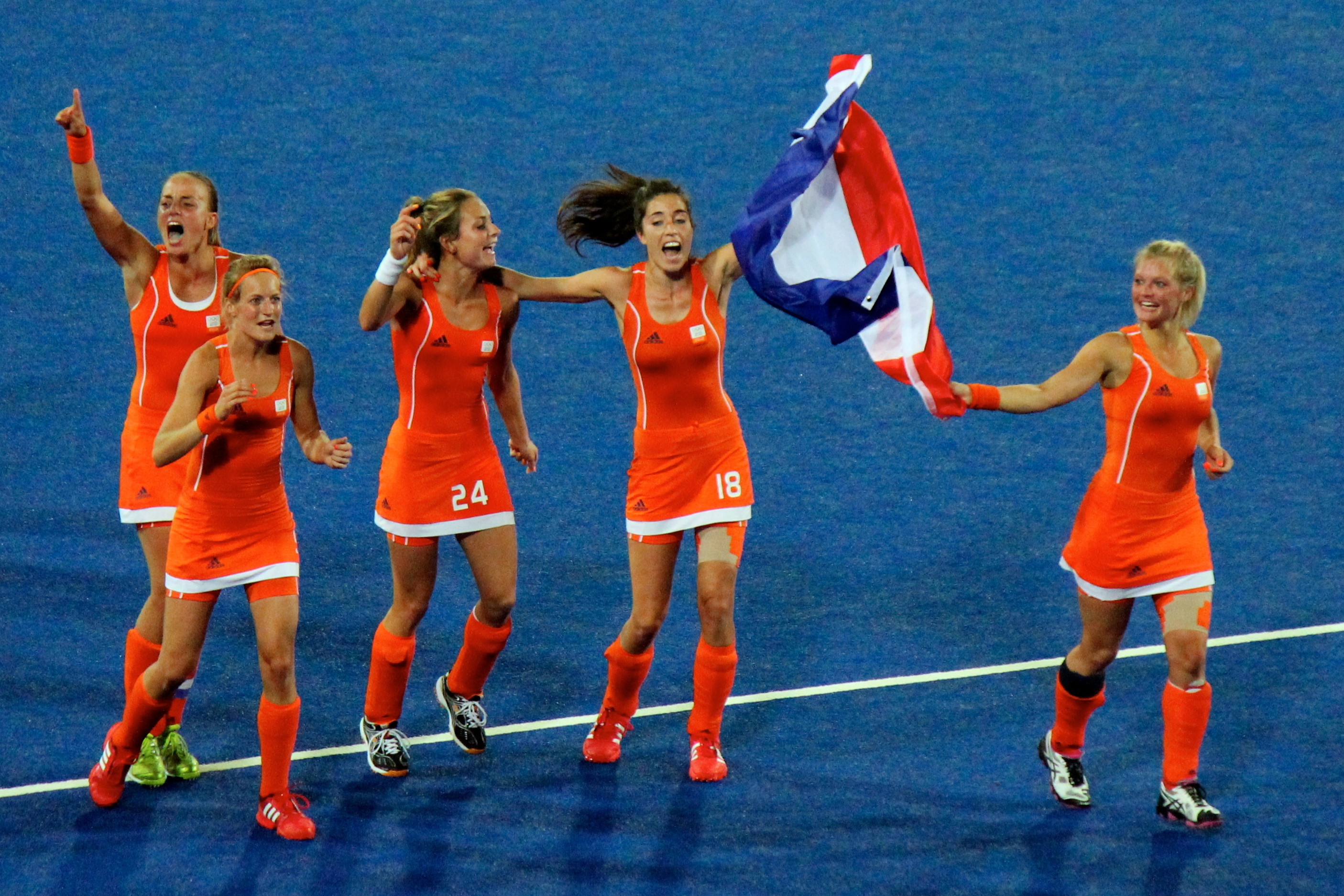
Eva de Goede celebrando la obtención de la medalla de oro en 2012 junto a sus compañeras de equipo Maartje Paumen, Maartje Goderie, Naomi van As y Sophie Polkamp.

| Título           | Equipo                    | País                  | Año  |
| ---------------- | ------------------------- | --------------------- | ---- |
| Juegos Olímpicos | Selección de Países Bajos | China                 | 2008 |
| Juegos Olímpicos | Selección de Países Bajos | Reino Unido           | 2012 |
| Juegos Olímpicos | Selección de Países Bajos | Japón                 | 2020 |
| Mundial          | Selección de Países Bajos | Países Bajos          | 2014 |
| Mundial          | Selección de Países Bajos | Reino Unido           | 2018 |
| Mundial          | Selección de Países Bajos | España y Países Bajos | 2022 |
| Champions Trophy | Selección de Países Bajos | Argentina             | 2007 |
| Champions Trophy | Selección de Países Bajos | Países Bajos          | 2011 |
| Champions Trophy | Selección de Países Bajos | China                 | 2018 |